# Kalendarium historii diecezji kaliskiej
Wydarzenia z historii diecezji kaliskiej od jej powstania w 1992 roku.
- 25 marca 1992 Jan Paweł II Bullą Totus Tuus Poloniae Populus utworzył diecezję kaliską. Biskupem ordynariuszem został mianowany dotychczasowy biskup pomocniczy archidiecezji poznańskiej bp Stanisław Napierała
- 12 kwietnia 1992 ingres księdza biskupa ordynariusza Stanisława Napierały do katedry w Kaliszu (kościół pw. św. Mikołaja)
- 26 kwietnia 1992 ingres biskupa ordynariusza do konkatedry w Ostrowie Wielkopolskim (kościół pw. św. Stanisława BM)
- 17-21 kwietnia 1993 pielgrzymka diecezji kaliskiej do Rzymu (wizyta u papieża Jana Pawła II, który pobłogosławił obraz Świętej Rodziny)
- 17 kwietnia 1994 arcybiskup Józef Kowalczyk, nuncjusz apostolski w Polsce, na placu św. Józefa w Kaliszu zainaugurował peregrynację kopii obrazu św. Józefa w parafiach diecezji kaliskiej
- 8 maja 1995 święcenia biskupie ks. Teofila Wilskiego, biskupa pomocniczego diecezji kaliskiej w kaliskiej katedrze. Głównym konsekratorem był abp Jerzy Stroba
- 3 czerwca 1996 zakończenie peregrynacji kopii obrazu św. Józefa w roku 200. rocznicy koronacji kaliskiego wizerunku koronami papieskimi
- 13-20 lipca 1996 peregrynacja figury Matki Bożej Fatimskiej (Kalisz, Ostrów Wielkopolski, Wieruszów, Twardogóra, Krotoszyn, Jarocin)
- 4 czerwca 1997 wizyta Ojca Świętego Jana Pawła II w Kaliszu; nawiedzenie bazyliki św. Józefa oraz katedry, msza św. na pl. Kilińskiego (obecnie Jana Pawła II), poświęcenie budynku Wyższego Seminarium Duchownego
- 31 maja 1998 ukazuje się pierwszy numer Dwutygodnika Diecezji Kaliskiej „Opiekun”
- 4 listopada 1998 inauguracja działalności Wyższego Seminarium Duchownego w Kaliszu
- 27 grudnia 1998 rozpoczęło działalność Radio Diecezji Kaliskiej „Rodzina”
- 16 kwietnia 2000 diecezjalne spotkanie młodzieży i poświęcenie krzyża na Górze Błogosławieństw (koło Kobylej Góry).
- 28 kwietnia 2001 poświęcenie placu budowy i rozpoczęcia prac budowlanych przy Domu im. Jana Pawła II dla księży seniorów w Ostrowie Wielkopolskim
- 3 marca 2002 kliknięciem myszki ksiądz biskup ordynariusz Stanisław Napierała oficjalnie otworzył stronę internetową diecezji kaliskiej
- 17 sierpnia 2002 przed mszą świętą w Łagiewnikach Ojciec Święty pobłogosławił obraz Jezusa Miłosiernego z kaliskiego Sanktuarium Serca Jezusa Miłosiernego
- 21 września 2002 w Diecezjalnym Sanktuarium Miłosierdzia Bożego w Kaliszu rozpoczęły się Misje Miłosierdzia Bożego
- 18 – 19 maja 2003 w dziękczynnej pielgrzymce za 25 lat pontyfikatu Jana Pawła II do Rzymu uczestniczyła 200-osobowa grupa diecezjan pod przewodnictwem bpa ordynariusza Stanisława Napierały
- 9 marca 2004 w Watykanie odbyła się uroczystość wręczenia tytułu Honorowego Obywatela Miasta i Gminy Pleszew Ojcu Świętemu Janowi Pawłowi II
- 7 kwietnia 2005 około 20 tysięcy osób modliło się podczas mszy św. dziękczynnej za pontyfikat Jana Pawła II oraz w intencji jego szybkiej beatyfikacji
- 22 maja 2005 Sanktuarium Matki Bożej Wspomożycielki Wiernych w Twardogórze zostało ogłoszone bazyliką mniejszą. Mszy św., podczas której odczytano dekret Jana Pawła II, przewodniczył nuncjusz apostolski w Polsce abp Józef Kowalczyk
- 5 października 2006 uczestnicy I pielgrzymki Rodziny Radia Maryja i wierni diecezji kaliskiej upamiętnili 10. rocznicę warszawskich Marszów Życia i modlili się w intencji Ojczyzny; przed bazyliką św. Józefa zgromadziło się ok. 5 tys. wiernych z całej Polski
- 25 marca 2007 Dekret Biskupa Kaliskiego zwołujący pierwszy Synod Diecezji Kaliskiej
- 14 czerwca 2008 pierwsza msza św. w reliktach romańskiej kolegiaty św. Pawła w Kaliszu po 7 wiekach
- 25 marca 2009 17. rocznica powstania diecezji kaliskiej połączona z promulgacją prawa I Synodu Diecezji Kaliskiej i prezentacją księgi Prawa Diecezjalnego
- 27 września 2009 W bazylice kolegiackiej Wniebowzięcia Najświętszej Maryi Panny w Kaliszu odprawiono mszę rozpoczynającą X Międzynarodowy Kongres Józefologiczny w Kaliszu i oficjalne otwarcie oraz poświęcenie Centrum Józefologicznego w Kaliszu
- 26 kwietnia 2010 jubileusz 50-lecia kapłaństwa i 15-lecia sakry biskupiej bpa Teofila Wilskiego, relikwie św. Jana Marii Vianneya w Kaliszu (wcześniej także w kilku innych miejscach diecezji)
- 11 września 2010 powitanie obrazu MB Częstochowskiej w diecezji kaliskiej i rozpoczęcie peregrynacji po wszystkich parafiach
- 1 stycznia 2011 rozpoczęcie działalności Sądu Biskupiego w Kaliszu
- 9 maja 2011 Złoty Jubileusz kapłaństwa i 30-lecia sakry biskupiej bpa Stanisława Napierały w bazylice kolegiackiej Wniebowzięcia Najświętszej Maryi Panny w Kaliszu
- 5 czerwca 2011 Diecezjalne dziękczynienie za Misje Miłosierdzia Bożego
- 29 października 2011 zakończenie peregrynacji kopii obrazu Pani Jasnogórskiej w diecezji kaliskiej
- 31 października 2011 papież Benedykt XVI przyjął rezygnację bpa Teofila Wilskiego z obowiązków biskupa pomocniczego diecezji kaliskiej
- 23 kwietnia 2012 diecezjalna pielgrzymka dziękczynna za peregrynacje obrazu MB Częstochowskiej na Jasną Górę
- 21 lipca 2012 papież Benedykt XVI przyjął rezygnację bpa Stanisława Napierały z obowiązków biskupa ordynariusza diecezji kaliskiej. Nowym biskupem został bp Edward Janiak, dotychczasowy biskup pomocniczy archidiecezji wrocławskiej
- 12 września 2012 ingres bpa Edwarda Janiaka do katedry św. Mikołaja w Kaliszu
- 7 października 2012 ingres biskupa ordynariusza do konkatedry w Ostrowie Wielkopolskim (kościół św. Stanisława BM)
- 25-27 października 2013 Forum Nowej Ewangelizacji Diecezji Kaliskiej
- 16 sierpnia 2014 święcenia biskupie ojca Łukasza Buzuna OSPPE, biskupa pomocniczego diecezji kaliskiej w bazylice jasnogórskiej. Głównym konsekratorem był abp Celestino Migliore
- kwiecień- czerwiec 2015 Kongres Eucharystyczny
- 11 stycznia 2016 rozpoczęcie działalności Diecezjalnej Telewizji Internetowej Dom Józefa
- 20-25 lipca 2016 Światowe Dni Młodzieży w diecezji
- 18-23 października 2016 Narodowa Pielgrzymka do Rzymu
- 30 listopada 2016 20-lecie sakry biskupiej bpa Edwarda Janiaka
- 19 marca 2017 nadanie diecezji herbu[potrzebny przypis]
- 3 czerwca 2017 uroczystości 25-lecia powstania diecezji i 20-lecie pielgrzymki Jana Pawła II do Kalisza pod przewodnictwem kard. Stanisława Dziwisza
- 1 września 2017 inauguracja Zespołu Szkół Technicznych diecezji Kaliskiej
- 2 grudnia 2017 rozpoczęcie Nadzwyczajnego Roku Świętego Józefa Kaliskiego, który potrwa do 6 stycznia 2019 roku
- 19 marca 2018 podczas mszy św. sprawowanej przez abpa Józefa Kowalczyka prymasa Polski seniora odbyło się uroczyste nadanie imienia św. Józefa Zespołowi Szkół Technicznych Diecezji Kaliskiej
- 26 grudnia 2018 biskup Edward Janiak ustanowił w Kobylinie Sanktuarium Matki Bożej przy Żłóbku
- 6 stycznia 2019 zakończenie Nadzwyczajnego Roku Świętego Józefa Kaliskiego
- 19 maja 2019 40. rocznica święceń kapłańskich bpa Edwarda Janiaka
- 25 maja 2019 50. Ogólnopolskie Sympozjum Józefologiczne
- 23 czerwca 2019 Kościół św. Jana Chrzciciela w Krotoszynie został ogłoszony bazyliką mniejszą. Mszy, podczas której odczytano dekret papieża Franciszka, przewodniczył metropolita poznański abp Stanisław Gądecki
- 26 sierpnia 2019 I Biegowa Pielgrzymka Ministrantów Diecezji Kaliskiej na Jasną Górę
- 12 września 2019 W 7. rocznicę ingresu bp Edward Janiak poświęcił w Ostrowie Wielkopolskim dobudowaną część Domu Księży Emerytów im. Św. Jana Pawła II oraz figurę św. Józefa
- 21 września 2019 biskup Edward Janiak wyniósł do rangi Sanktuarium Matki Bożej Dębskiej, Wychowawczyni i Opiekunki kościół w Dębem pod Kaliszem
- 27-19 września 2019 III Forum Nowej Ewangelizacji w Diecezji Kaliskiej
- 25-26 października 2019 Międzynarodowa Konferencja Naukowa „Inkulturacja drogą dialogu Kościoła z kulturami świata”
- 4-11 listopada 2019 Diecezjalna Pielgrzymka do Ziemi Świętej jako dziękczynienie za Nadzwyczajny Rok Świętego Józefa w diecezji kaliskiej
- 8 maja 2020 25-lecie sakry biskupiej bpa seniora Teofila Wilskiego[1]
- 16 maja 2020 Premiera filmu Zabawa w chowanego, w którym przedstawiono dowody na to, że bp Edward Janiak pomimo wiedzy o czynach pedofilskich księdza Arkadiusza H. nie zgłosił jego sprawy do Watykanu, jak nakazuje prawo kościelne. Nie pozbawił też duchownego prawa do pełnienia posługi kapłańskiej[2]. Ze względu na przedstawione w filmie informacje, jako delegat Episkopatu Polski ds. Ochrony Dzieci i Młodzieży prymas abp Wojciech Polak, zwrócił się poprzez Nuncjaturę do Stolicy Apostolskiej o wszczęcie postępowania nakazanego przez motu proprio papieża Franciszka dotyczącego zaniechania wymaganego prawem działania[3].
- 25 maja 2020 Członkowie Rady Kapłańskiej Diecezji Kaliskiej odmówili podpisania listu poparcia dla bpa Edwarda Janiaka[4]
- 26 maja 2020 Kongregacja ds. Biskupów upoważniła abpa Stanisława Gądeckiego do przeprowadzenia dochodzenia wstępnego w sprawie zasygnalizowanych zaniedbań bpa Edwarda Janiaka w prowadzeniu spraw o nadużycia seksualne na szkodę osób małoletnich ze strony niektórych duchownych. Kongregacja przeniosła na arcybiskupa metropolitę poznańskiego wyłączną kompetencję do zajmowania się sprawami oskarżeń o nadużycia seksualne, wysuwanych wobec duchownych diecezji kaliskiej[5]
- 4 czerwca 2020 1 część reportażu Więzi „Jak to się robiło w diecezji kaliskiej”, w którym ustalono, że przez 15 lat od ujawnienia przestępstwa Diecezja Kaliska nie rozpoczęła dochodzenia kanonicznego w sprawie duchownego prawomocnie skazanego za znęcanie się nad ośmiolatkami i molestowanie ich[6].
- 11 czerwca 2020 60. rocznica święceń kapłańskich bpa seniora Teofila Wilskiego[1]
- 16 czerwca 2020 Upubliczniono list bpa Edwarda Janiaka do biskupów, w którym skrytykował prymasa Polski Wojciecha Polaka za zgłoszenie jego zaniedbań Watykanowi tuż po emisji filmu Zabawa w chowanego oraz rzekome nadużycia Fundacji św. Józefa powołanej przez Episkopat[7]
- 21 czerwca 2020 W piśmie diecezjalnym Opiekun ukazuje się wywiad bpa seniora Stanisława Napierały, w którym stwierdza, że wyrządzono mu krzywdę, odpiera liczne zarzuty na temat pedofili, wśród duchownych w czasie jego posługi w latach 1992–2012, do zarzutów, które pod jego adresem sformułowała Więź nie odnosi się w ogóle[8]
- 22 czerwca 2020 2 część reportażu Więzi „Jak to się robiło w diecezji kaliskiej”, w którym opisano skargę na biskupa Edwarda Janiaka, którą w lutym 2018 do nuncjatury przekazał rektor kaliskiego seminarium duchownego; postawił biskupowi zarzuty tolerowania wśród księży wykorzystywania seksualnego osób małoletnich i aktywnego homoseksualizmu[9]
- 23 czerwca 2020 Gazeta Wyborcza ujawniła, że biskup kaliski Edward Janiak 2 czerwca został zabrany na szpitalny oddział ratunkowy w Kaliszu z podejrzeniem udaru mózgu. Okazało się, że biskup cierpi jedynie na upojenie alkoholowe. We krwi miał 3,44 promila alkoholu[10]
- 25 czerwca 2020 Papież Franciszek mianował administratora apostolskiego sede plena diecezji kaliskiej w osobie metropolity łódzkiego, arcybiskupa Grzegorza Rysia, który otrzymał w niej uprawnienia biskupa diecezjalnego. Nominalnie biskupem kaliskim pozostał biskup Edward Janiak, który otrzymał polecenie przebywania poza diecezją kaliską na czas prowadzenia dochodzenia w sprawie zaniedbań o nadużycia seksualne niektórych duchownych diecezji. Zachowały moc postanowienia, zawarte w komunikacie arcybiskupa poznańskiego Stanisława Gądeckiego z dnia 2 czerwca 2020 (metropolita poznański otrzymał: upoważnienie do przeprowadzenia dochodzenia w sprawie zasygnalizowanych zaniedbań biskupa kaliskiego oraz wyłączną kompetencję w sprawach oskarżeń o nadużycia seksualne, wysuwanych wobec duchownych diecezji kaliskiej).
- 27 czerwca 2020 Arcybiskup Grzegorz Ryś przejął rządy w diecezji kaliskiej. W porozumieniu w Prezydium Konferencji Episkopatu Polski poinformował, że uroczysty Akt Zawierzenia Narodu Polskiego i Kościoła w Polsce świętemu Józefowi zostanie dokonany w późniejszym czasie, nie zaś jak było planowane w czwartek 2 lipca 2020[11]
- 29 czerwca 2020 Kongregacja ds. Duchowieństwa zarządziła wizytację apostolską w wyższym seminarium duchownym diecezji kaliskiej. Obowiązki wizytatora apostolskiego powierzyła arcybiskupowi Stanisławowi Gądeckiemu, metropolicie poznańskiemu[12].
- 5 lipca 2020 List do wiernych diecezji kaliskiej administratora apostolskiego Grzegorza Rysia, w którym arcybiskup pisze: „Macie prawo pytać: Kościele Święty, to naprawdę Ty?”
- 31 sierpnia 2020 W piśmie diecezjalnym Opiekun ukazuje się wywiad administratora apostolskiego arcybiskupa Grzegorza Rysia, w którym przekazał, że Papież błogosławi tej diecezji oraz jest „na bieżąco” z tym, co się dzieje z Kościołem w Polsce[13]
- 1 września 2020 Biskup pomocniczy Łukasz Buzun podczas inauguracji nowego roku szkolnego poświęcił nowy budynek szkoły diecezjalnej – Technikum im. Św. Józefa w Kaliszu
- 21-23 września 2020 Rekolekcje dla duchowieństwa diecezji kaliskiej wygłoszone przez Arcybiskupa Grzegorza Rysia, administratora diecezji[14]
- 12 października 2020 Biskup kaliski senior Stanisław Napierała przewodniczył w Archikatedrze Poznańskiej Mszy świętej dziękczynnej z okazji 40-lecia swojej sakry biskupiej, którą obchodził 5 października[15]
- 17 października 2020 Papież Franciszek przyjął rezygnację biskupa Edwarda Janiaka z obowiązków biskupa ordynariusza diecezji kaliskiej i mianował arcybiskupa Grzegorza Rysia administratorem apostolskim sede vacante diecezji kaliskiej. Podtrzymano zakaz przebywania poza diecezją biskupowi Janiakowi, zaś Kongregacja ds. Duchowieństwa poinformowała o czasowym zamknięciu Wyższego Seminarium Duchownego Diecezji Kaliskiej i przeniesieniu kleryków do Arcybiskupiego Seminarium Duchownego w Poznaniu[16].
- 25 października 2020 Arcybiskup łaciński Lwowa Mieczysław Mokrzycki poświęcił i wmurował kamień węgielny pod budowę kościoła św. Jana Pawła II wznoszonego jako wotum wdzięczności diecezji kaliskiej za wizytę Jana Pawła II w dniu 4 czerwca 1997 r. w Kaliszu i nawiedzenie Narodowego Sanktuarium św. Józefa[17]
- 7 grudnia 2020 Administrator diecezji kaliskiej abp Grzegorz Ryś przeprosił wszystkich, których dotknęła wypowiedź o. Tadeusza Rydzyka dnia 05 grudnia. „Bagatelizowanie grzechu, a jeszcze bardziej jego konsekwencji w życiu osób poszkodowanych, nie ma nic wspólnego z drogą Ewangelii. Ewangeliczną drogą Kościoła jest uznanie win i nawrócenie oraz solidarność z najmniejszymi i cierpiącymi” – napisał w oświadczeniu Arcybiskup[18]
- 8 grudnia 2020 51. Sympozjum Józefologiczne w 150. rocznicę ogłoszenia Świętego Józefa Patronem i Opiekunem Kościoła Świętego przez bł. Piusa IX. Papież Franciszek ogłosił tego dnia Rok Świętego Józefa[19]
- 25 stycznia 2021 W święto Nawrócenia św. Pawła Nuncjatura Apostolska w Polsce podała do wiadomości komunikat o decyzji papieża Franciszka. Biskupem kaliskim został bp Damian Bryl, biskup pomocniczy archidiecezji poznańskiej[20]
- 11 lutego 2021 Biskup Damian Bryl kanonicznie objął diecezję kaliską[21]
- 14 lutego 2021 Pierwszy list bpa Damiana Bryla do diecezjan[22]
- 14 lutego 2021 W piśmie diecezjalnym „Opiekun” ukazał się wywiad z bpem Damianem Brylem, w którym podzielił się swoimi pierwszymi spostrzeżeniami na temat nowej misji[23]
- 19 marca 2021 W czasie uroczystej sumy odpustowej ku czci św. Józefa, Oblubieńca NMP i Opiekuna Zbawiciela w Narodowym Sanktuarium Świętego Józefa w Kaliszu bp Damian Bryl dokonał poświęcenia odrestaurowanej kaplicy Cudownego Obrazu Świętego Józefa Kaliskiego[24]
- 24 marca 2021 Diecezjalne obchody 100. rocznicy urodzin Sługi Bożego ks. Franciszka Blachnickiego założyciela Ruchu Światło – Życie[25]
- 27 marca 2021 Ingres bpa Damiana Bryla do katedry św. Mikołaja w Kaliszu[26]
- 29 marca 2021 Komunikat Nuncjatury Apostolskiej w sprawie biskupa seniora kaliskiego Edwarda Janiaka. W wyniku zakończonego dochodzenia w sprawach nadużyć seksualnych popełnionych przez niektórych duchownych wobec osób małoletnich, oraz innych kwestii związanych z zarządzaniem diecezją, Stolica Apostolska podjęła w stosunku do niego następujące decyzje: nakaz zamieszkania poza diecezją kaliską; zakaz uczestniczenia w jakichkolwiek publicznych celebracjach religijnych lub spotkaniach świeckich na terenie diecezji kaliskiej; nakaz wpłaty z osobistych funduszy odpowiedniej sumy na rzecz „Fundacji św. Józefa”, z przeznaczeniem na działalność prewencyjną i pomoc ofiarom nadużyć[27].
- 23 kwietnia 2021 52. Ogólnopolskie Sympozjum Józefologiczne[28]
- 29 kwietnia 2021 Biskup Edward Janiak zapewnił Nuncjusza Apostolskiego w Polsce i biskupa kaliskiego, że z dniem 27 kwietnia 2021 opuścił definitywnie teren diecezji kaliskiej. O jego miejscu pobytu została poinformowana Stolica Apostolska. W myśl przepisów prawa o ochronie danych osobowych nie zostanie ono podane do publicznej wiadomości[29]
- 14 maja 2021 9-dniowa nieustanna nowenna przed Zesłaniem Ducha Świętego – Wieczernik w Narodowym Sanktuarium Świętego Józefa w Kaliszu[30]
- 24 maja 2021 Rekolekcje Projekt Józef w Narodowym Sanktuarium Świętego Józefa w Kaliszu[31]
- 27 maja 2021 60. rocznica święceń kapłańskich bpa seniora Stanisława Napierały[32]
- 4 czerwca 2021 Międzynarodowa Konferencja Teologiczna o św. Józefie „Patris corde” w formie online[33]
- 6 czerwca 2021 Biskup Damian Bryl poświęcił plac pod budowę Domu Matki Teresy z Kalkuty dla przewlekle chorych[34]
- 8 czerwca 2021 25. rocznica święceń kapłańskich bpa pomocniczego Łukasza Buzuna[35]
- 25 czerwca 2021 Komunikat Archidiecezji Poznańskiej dotyczący sygnalizowanych zaniedbań bpa Stanisława Napierały. Działając na podstawie przepisów Kodeksu Prawa Kanonicznego i motu proprio papieża Franciszka Vos estis lux mundi, Stolica Apostolska – w następstwie formalnych zgłoszeń – przeprowadziła postępowanie dotyczące sygnalizowanych zaniedbań bpa Stanisława Napierały w sprawach nadużyć seksualnych popełnionych wobec osób małoletnich przez dwóch kapłanów diecezji kaliskiej. Po dokładnej analizie zebranej dokumentacji Stolica Apostolska uznała, że tylko w jednym z ww. przypadków doszło do niezamierzonego zaniedbania. W związku z powyższym Stolica Apostolska poleciła zasugerować bpowi Stanisławowi Napierale: 1. wpłacenie, według uznania – z prywatnych środków – odpowiedniej sumy na rzecz Fundacji Świętego Józefa; 2. nieobecność na publicznych celebracjach lub wydarzeniach[36].
- 27 czerwca 2021 Ingres bpa ordynariusza Damiana Bryla do konkatedry w Ostrowie Wielkopolskim (kościół pw. św. Stanisława BM)[37]
- 1 sierpnia 2021 10. edycja Festiwalu Abba Pater[38]
- 5 września 2021 Dożynki Diecezjalno-Gminne w diecezjalnym Sanktuarium NMP Skalmierzyckiej[39]
- 23 września 2021 Zmarł bp Edward Janiak, biskup kaliski senior przebywający poza diecezją[40]
- 26 września 2021 Diecezja kaliska przekazała 75 tys. złotych dla młodych matek z ośrodka „Londo, mo luti”, czyli „Wstań i stój” w Republice Środkowoafrykańskiej, konkretniej w diecezji Bouar[41]
- 28 września 2021 Msza żałobna w intencji bpa Edwarda Janiaka w katedrze w Kaliszu. Mszy przewodniczył metropolita poznański abp Stanisław Gądecki[42]
- 29 września 2021 Uroczystości pogrzebowe bpa Edwarda Janiaka w kościele św. Wawrzyńca we Wrocławiu. Ceremonii przewodniczył metropolita wrocławski abp Józef Kupny. Drugi biskup kaliski został pochowany na cmentarzu przy ul. Bujwida, obok biskupów pomocniczych archidiecezji wrocławskiej[43]
- 3 października 2021 Msza pod przewodnictwem bpa Damiana Bryla na rozpoczęcie Narodowych Rekolekcji przed Zawierzeniem Narodu i Kościoła w Polsce Świętemu Józefowi[44]
- 6 października 2021 Biskup Damian Bryl poświęcił nowoczesną halę sportową w Zespole Szkół Technicznych Diecezji Kaliskiej[45]
- 7 października 2021 Zawierzenie Narodu i Kościoła w Polsce Świętemu Józefowi w Narodowym Sanktuarium Świętego Józefa w Kaliszu. Zawierzenia dokonał przewodniczący Konferencji Episkopatu Polski abp metropolita poznański Stanisławem Gądecki w obecności nuncjusza apostolskiego abpa Salvatore Pennacchio, prymasa Polski abpa metropolity gnieźnieńskiego Wojciecha Polaka, wiceprzewodniczącego Konferencji Episkopatu abpa metropolity krakowskiego Marka Jędraszewskiego, abpa metropolity gdańskiego Tadeusza Wojdy, abpa metropolity częstochowskiego Wacława Depo, bpa kaliskiego Damiana Bryla, bpa pomocniczego archidiecezji katowickiej Grzegorza Olszowskiego, bpa pomocniczego archidiecezji poznańskiej Grzegorza Balcerka, bpa pomocniczego diecezji kaliskiej Łukasza Buzuna, bpa pomocniczego seniora archidiecezji poznańskiej Zdzisława Fortuniaka i bpa pomocniczego seniora diecezji zielonogórsko-gorzowskiej Pawła Sochy[46]
- 11 października 2021 Biskup Damian Bryl oraz bp pomocniczy Łukasz Buzun wraz z biskupami z metropolii poznańskiej, gdańskiej, szczecinsko-kamińskiej oraz wrocławskiej udali się z wizytą ad limina Apostolorum do Rzymu[47]
- 17 października 2021 Biskup Damian Bryl zainaugurował w katedrze kaliskiej etap diecezjalny XVI Zwyczajnego Zgromadzenia Ogólnego Synodu Biskupów „Ku Kościołowi synodalnemu: komunia, uczestnictwo i misja”[48]
- 26 marca 2022 W szpitalu w Ostrowie Wielkopolskim zmarł pierwszy bp pomocniczy diecezji kaliskiej Teofil Wilski[49]